# Mërgim Mavraj
Mërgim Mustafë Mavraj (n. 9 iunie 1986, Hanau, Republica Federală Germania, Germania) este un fotbalist profesionist care joacă pe postul de fundaș central pentru echipa germană FC Ingolstadt și echipa națională a Albaniei. Mavraj a jucat anterior pentru echipa germană U21, dar și-a petrecut cariera profesională în Germania, locul său de naștere, din 2005 până în 2018 și din nou în 2019.

## Cariera pe echipe

### Cariera timpurie
Mavraj s-a născut în Hanau, Germania de Vest, din părinți etnici albanezi din Istog, Kosovo. A început să joace fotbal la vârsta de 10 ani la primul său club din cariera de fotbalist, Sportfreunde Seligenstadt în 1996. S-a transferat la Kickers Offenbach în 1997, unde a rămas șase ani până în 2003. A petrecut sezonul 2003-2004 la SG Rosenhöhe Offenbach înainte de a se semna cu SV Darmstadt 98, unde a jucat pentru echipa de tineret pentru sezonul 2004-2005. El a devenit un jucător cheie al echipei U-19, jucând în 23 de partide și înscriind trei goluri.

### 1. FC Köln
Mavraj declarase devreme că, dacă Greuther Fürth nu va promova în Bundesliga în sezonul următor, el va părăsi clubul după expirarea contractului său la 30 iunie 2014 Echipa nu a reușit să promoveze, iar după aceea 1. FC Köln a anunțat că a semnat un contrat cu Mavraj pe trei ani până la 30 iunie 2017.